# The Living Theatre

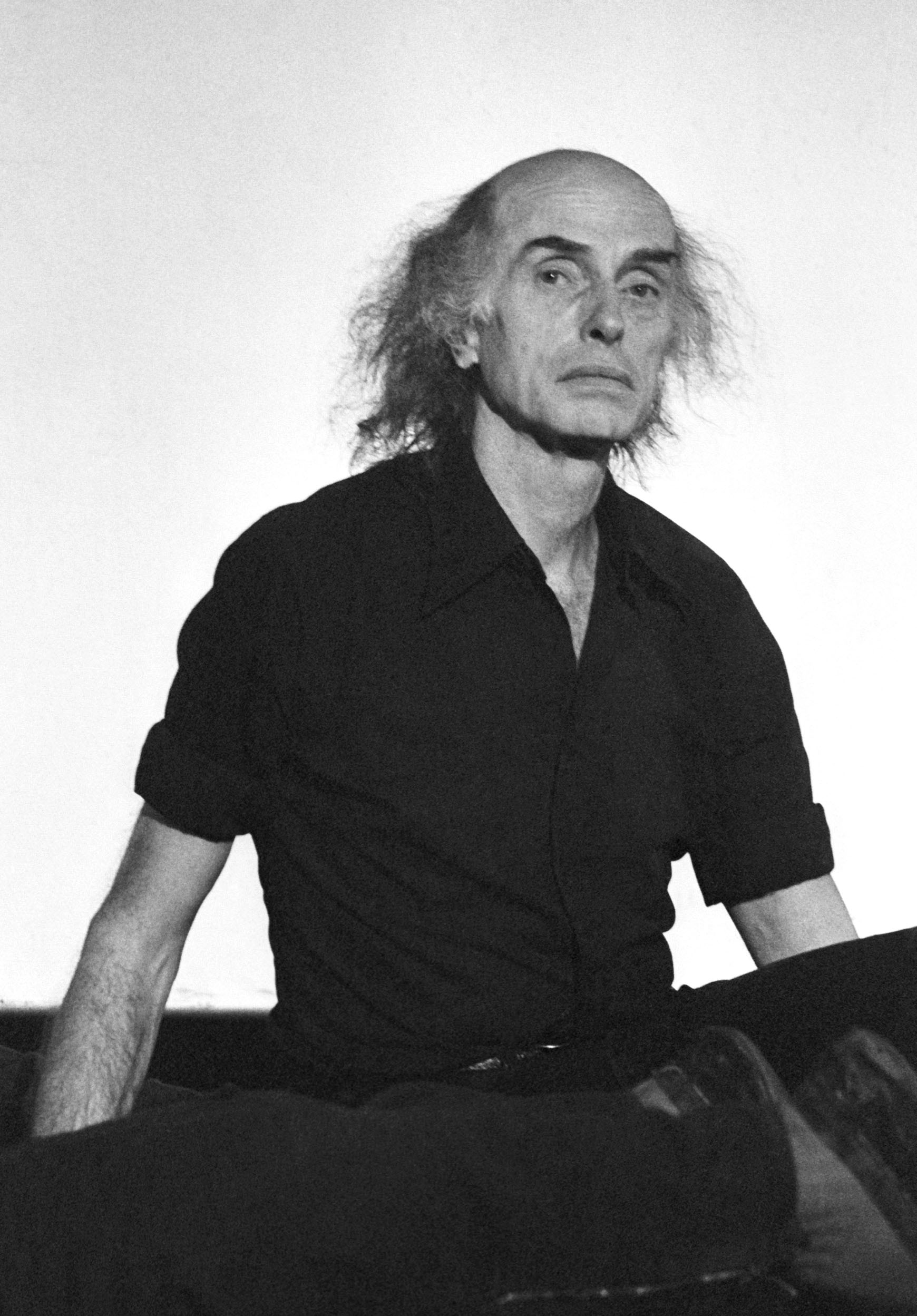
Julian Beck, jeden ze zakladatelů divadla

The Living Theatre je americké experimentální divadlo. Založili jej Judith Malina a Julian Beck v roce 1947, přičemž oba jej vedli až do roku 1985, kdy Beck zemřel. Od té doby jej spolu s Malinou vedl Hanon Reznikov. V padesátých letech šlo o jedno z prvních divadel, v němž se hrály hry evropských dramatiků, jako byli například Bertolt Brecht a Jean Cocteau, stejně jako amerických modernistů (T. S. Eliot, Gertrude Steinová). Jedním z prvních velkých představení byla hra Desire Caught by the Tail od Pabla Picassa. V roce 1983 byl o divadle natočen dokumentární film Signals Through the Flames.